# Peter Altmaier
Peter Altmaier (ur. 18 czerwca 1958 w Ensdorf) – niemiecki polityk i prawnik, działacz Unii Chrześcijańsko-Demokratycznej (CDU), deputowany do Bundestagu, minister w rządach Angeli Merkel.

## Życiorys
W 1978 ukończył szkołę średnią, następnie odbył służbę wojskową. W 1985 ukończył studia prawnicze na Uniwersytecie Kraju Saary. Odbył również studia podyplomowe z zakresu integracji europejskiej. W 1985 i 1988 zdał państwowe egzaminy prawnicze I i II stopnia. Był pracownikiem naukowo-dydaktycznym na macierzystej uczelni, gdzie zajmował się prawem konstytucyjnym i międzynarodowym. W latach 1990–1994 był zatrudniony w Komisji Europejskiej.
W 1974 jako uczeń wstąpił do Junge Union, młodzieżówki CDU. Dwa lata później został członkiem Unii Chrześcijańsko-Demokratycznej. Od 1988 do 1990 kierował organizacją młodzieżową w Kraju Saary, w latach 2002–2008 stał na czele CDU w powiecie Saarlouis, a w 2008 został wiceprzewodniczącym organizacji partyjnej w Saarze. W okresie 2006–2011 kierował proeuropejską organizacją Europa-Union Deutschland.
W wyborach w 1994 po raz pierwszy uzyskał mandat posła do Bundestagu. Z powodzeniem ubiegał się o reelekcję w 1998, 2002, 2005, 2009, 2013 i 2017. W listopadzie 2005 został powołany na stanowisko parlamentarnego sekretarza stanu w Ministerstwie Spraw Wewnętrznych w rządzie Angeli Merkel, zajmował je do października 2009. Następnie przeszedł do pracy we frakcji CDU/CSU jako jej sekretarz wykonawczy odpowiedzialny m.in. za zapewnienie partyjnej dyscypliny.
W maju 2012 po raz pierwszy został ministrem – objął urząd ministra środowiska. W grudniu 2013 przeszedł na stanowisko szefa Urzędu Kanclerza Federalnego oraz ministra do zadań specjalnych. W październiku 2017 objął tymczasowo resort finansów w związku z wyborem Wolfganga Schäuble na stanowisko przewodniczącego Bundestagu.
W marcu 2018 w czwartym rządzie dotychczasowej kanclerz stanął na czele resortu gospodarki i energii. W 2021 kolejny raz uzyskał mandat poselski, z którego jednak zrezygnował. W grudniu tegoż roku zakończył pełnienie funkcji ministra.

## Życie prywatne
Peter Altmaier jest kawalerem. Jest wyznania katolickiego.